# Montbéliard
Montbéliard /mɔ̃beˈljaʀ/ (tedesco: Mömpelgard /ˈmœmpəlɡaɐ̯t/) è un comune francese di 26 692 abitanti, situato nel dipartimento del Doubs nella regione Borgogna-Franca Contea, sede di sottoprefettura.
I suoi abitanti si chiamano montbéliardais /mɔ̃beljaʀˈdɛ//. Passata dalla Germania alla Francia solo con la rivoluzione francese, fu un libero centro di diffusione del protestantesimo.
Dal 1979 esiste anche una diocesi di Belfort-Montbéliard per i cattolici.

## Storia
Il primo riscontro scritto della città (Montem Billiardae) risale al 935; si trattava di un piccolo gruppo di abitazioni situato su una rocca che dominava la confluenza dell'Allan e della Lizaine, che venne concesso dall'imperatore a Louis de Scarpone nel 1042.
4 date importanti per la contea:
- Nel 1283: Liberazione della contea e dei suoi abitanti, la città è stabilita in comune con i princìpi di una repubblica, governata da 9 borghesi eletti a suffragio universale, e questo 510 anni prima dell'unione con la Francia.
- Nel 1397, Henriette d'Orbe riceve la Contea di Montbéliard in eredità. Si sposa nel 1407 con Eberardo IV di Württemberg, giovane principe dell'impero germanico. Originariamente una contea, nel 1495 il paese sarà eretto in principato indipendente sotto l'autorità dei duchi di Württemberg. Il nome tedesco della città è Mümpelgart, più tardi Mömpelgard.
- Nel 1524 scoppia la Riforma protestante e Montbéliard diviene una piccola zona franca protestante circondata da una regione cattolica.

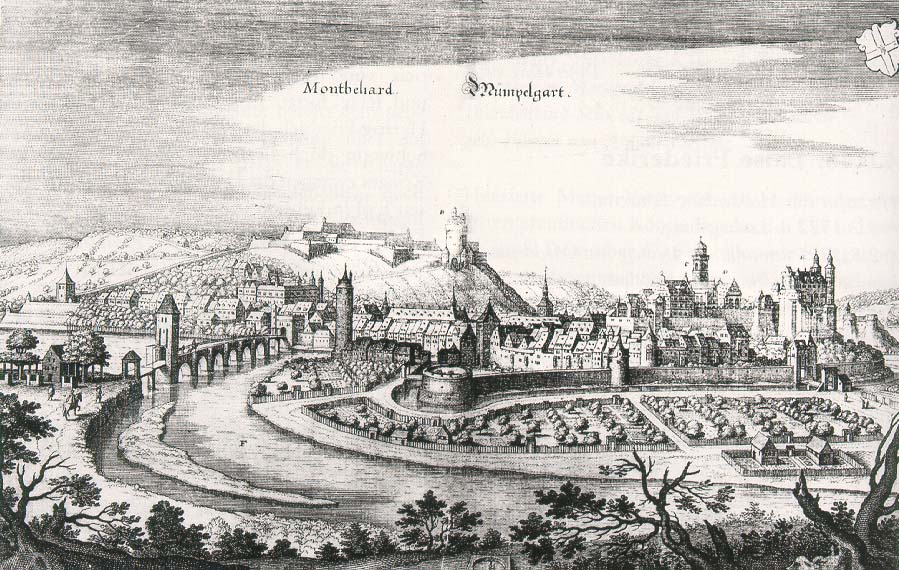
La città di Montbéliard verso il 1600

- Nel 1793: Le idee rivoluzionarie condussero all'annessione del principato alla repubblica francese nel 1793 (inviato con la convenzione il 10 ottobre 1793, Bernard de Saintes con il suo esercito, prese possesso in modo pacifico di Montbéliard e sostituì le vecchie istituzioni con le istituzioni francesi). Farà inizialmente parte del dipartimento dell'Alta Saona, quindi di quello di Monte-Terribile nel 1797, dell'Alto Reno nel 1800 ed infine del dipartimento del Doubs nel 1816.

Le contea di Montbéliard e le quattro signorie di Blamont, Clémont, Héricourt e Châtelet formavano insieme il principato di Montbéliard.
Il principato comprendeva anche altre signorie progressivamente occupate e annesse dalla Francia: Dampierre (1786), Villars sur Ecat (1786), Clerval (1786) Beaucourt (1789), Passavant (1789), Herimoncourt (1804), Audincourt, Mandeure, Saulnat, Granges, Etolon, Clairegautte, tutte cedute col trattato di Parigi (7 agosto 1796).
I Duchi e Principi di Montbéliard ottennero con il Reichsdeputationshauptschluss del 1803 compensazioni territoriali e la creazione dell'Elettorato del Württemberg (poi dal 1806 Regno di Württemberg) diventando un alleato della Francia napoleonica.

### Simboli

Vecchi blasoni del 1470
Vecchi blasoni del 1825

Lo stemma attuale contiene gli storici emblemi locali insieme a quelli del Württemberg, al quale la cittadina appartenne per secoli.

## Amministrazione
| Periodo   | Sindaco         | Partito |
| --------- | --------------- | ------- |
| 1965-1978 | André Boulloche | PS      |
| 1978-1989 | André LANG      | PS      |
| 1989-2008 | Louis Souvet    | UMP     |
| 2008-...  | Jacque Hélias   | PS      |

La Comunità d'agglomerazione del paese di Montbéliard è una delle più attive di Francia, infatti molti compiti detti di "città" (alloggio, sviluppo urbano, tassa industriale, sviluppo turistico) sono gestiti dalla Comunità che raccoglie più di 125 000 abitanti.
La città è capoluogo di due cantoni:
- Cantone di Montbéliard-Est è formato da una parte di Montbéliard e dal comune di Bethoncourt (29 080 abitanti);
- Cantone di Montbéliard-Ovest è formato da una parte di Montbéliard e dai comuni di Aibre, Allondans, Bart, Bavans, Beutal, Bretigney, Désandans, Dung, Échenans, Issans, Laire, Lougres, Présentevillers, Raynans, Saint-Julien-lès-Montbéliard, Sainte-Marie, Sainte-Suzanne, Semondans e Le Vernoy (18 107 abitanti).

### Gemellaggi
- Ludwigsburg, dal 1950, il primo gemellaggio tra una città francese e tedesca dopo la Seconda guerra mondiale, particolarmente significativo perché Ludwigsburg fu sede della Corte dei Duchi di Württemberg e Principi di Montbéliard.
- Greensboro

## Società

### Evoluzione demografica
Abitanti censiti

## Economia
- Industria automobilistica (Fabbriche Peugeot)
- Metallurgia

## Geografia antropica

### Quartieri
- La Citadelle di Montbéliard, Città giardino costruita a partire dagli anni 1930 secondo la legge Loucheur
- La Chiffogne di Montbéliard costruita dal 1955 al 1960
- La Petite-Hollande di Montbéliard e la ZUP dal 1965
- I Grands-Jardins di Montbéliard (1967-1969)

## Monumenti e luoghi d'interesse

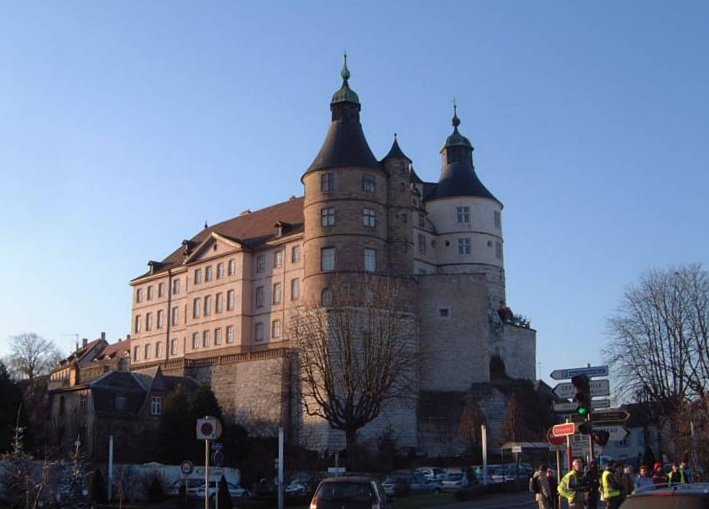
Il castello di Montbéliard

Montbéliard è classificato città e paese d'arte e di storia.
- Il castello dei duchi di Württemberg: già presente nel X secolo, allora semplice piazzaforte, fu trasformato e aumentato nel corso dei secoli. Ospita oggi un museo e il conservatorio musicale.
- Il Museo del castello e museo Beurnier-Rossel presentano gli aspetti più interessanti della storia dell'arte della contea di Montbéliard. Questi musei presentano fra l'altro una descrizione dei mobili di "stile Montbéliard", di un'architettura unica nel suo genere che riflette tutta la storia del paese ed alcuni mobili firmati “Couleru”, ebanista famoso. Una raccolta eccezionale (raccolta Jouffroy) di mobili di questo stile è anche visibile al museo del castello di Belvoir.
- Il tempio di san Martino: costruito dall'architetto Schickhardt tra 1604 e 1615 su richiesta del principe Frédéric, è la più vecchia costruzione francese destinata al culto luterano. Proporzioni perfette, pilastri imponenti toscani, ampie baie sormontate da timpani triangolari. Tutto l'interno del tempio di San Martino evoca il Rinascimento italiano.
- La chiesa di San Giorgio, costruita a partire dal 1674, sotto gli ordini del principe Giorgio II di Württemberg.
- La chiesa di Saint-Maimboeuf: costruita tra il 1850 e 1875, affermò il ritorno del cattolicesimo su questa provincia; è dedicata al martire Maimbodo, le cui reliquie furono traslate a Montbéliard agli inizi del X secolo.

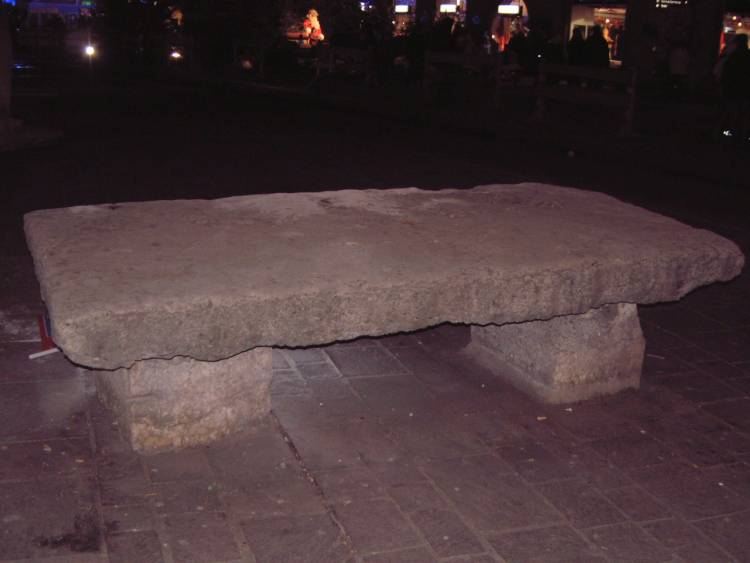
La pietra a pesci

- La pietra a pesci: monumento medioevale che serviva per esporre il pesce nei giorni di mercato. Guglielmo Farel avrebbe utilizzato questa tavola di pietra per predicare la Riforma nel 1524.
- Fort du Mont Bart: forte parte del Sistema Séré de Rivières
- Près-La-Rose: grande parco fiorito di 10 ettari (più di 100 varietà) dove si può camminare sui bordi del fiume o perdersi nel labirinto di siepi. Si può così praticare lo sport, con uno skate park e una parete per scalate. Casa delle scienze, esposizione e parco giochi per bambini.
- Porto turistico al porto del Canale dal Rodano al Reno, con capitainerie, affitto di barche.

### Associazioni ed eventi
- Montbéliard conta quasi 450 associazioni diverse (sport, svaghi, cultura, solidarietà, istruzione, ambiente...), di cui 43 associazioni di anziani combattenti
- Le luci di Natale che si tengono tutto il mese di dicembre, attirano ogni anno una folla immensa (quasi 400 000 persone)
- Ogni 2 anni, cenone di fine anno in strada.

## Cultura

### Gastronomia
- Montbéliard ha dato il suo nome alla salsiccia di Montbéliard spesso servita con lenticchie. Si trovano tracce della sua esistenza nel 58 a.C. e oggi beneficia del marchio IGP (Indicazione geografica protetta).
- Il Tutsché o dolce di festa.
- La frittura di carpa.

Non si può parlare di gastronomia senza ricordare una delle migliori razze di mucche casearie, la razza Montbéliarde. Presentata la prima volta nel 1872, la razza fu riconosciuta ufficialmente nel 1889.
Si deve anche citare la patata, destinata al bestiame ma che fu consumata dalla popolazione della regione, in tempo di fame. Questo tubero fu introdotto nel XVI secolo da Jean Bauhin e da suo fratello Gaspard Bauhin nel paese di Montbéliard, un secolo prima che Antoine Parmentier la "scoprisse" nel 1771.

## I mobili di stile montbéliardais

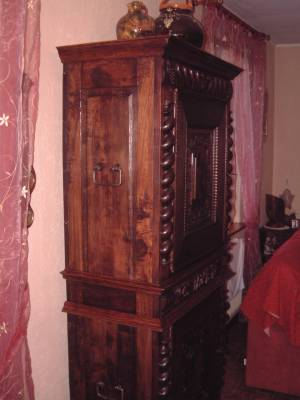
Insieme dei due corpi

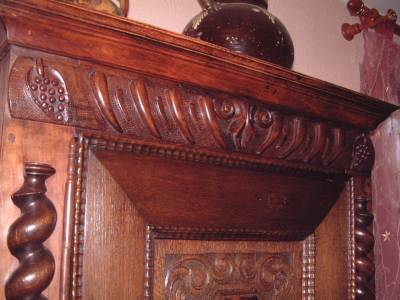
Dettaglio dei godrons

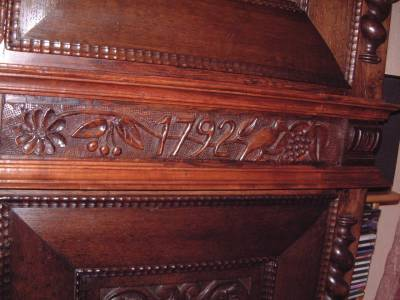
Tordo e grappoli d'uva

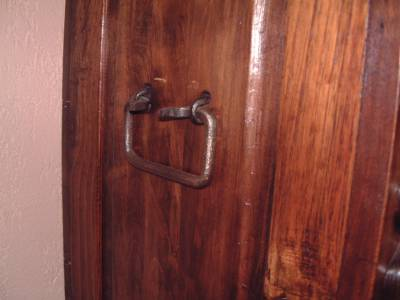
Dettaglio di un'impugnatura

Legato al ducato del Württemberg ed alla religione luterana dal XIV al XVIII secolo, il paese di Montbéliard ha sviluppato un suo stile di mobili (rinascita germanica detto "mobile protestante") molto diverso dallo stile della Franca-Contea. 
Questo stile si caratterizza in un mobile (soprattutto credenza o “buffet”) composto da due corpi giustapposti ed identici. Il più notevole e probabilmente unico in Francia, è la presenza di impugnature nella parte alta e bassa, per un agevole spostamento. In origine, il mobile era composto da due casse messe una sull'altra, le impugnature erano molto utili per spostare rapidamente ogni elemento in occasione di guerre e invasioni, molto frequenti della contea di Montbéliard. Le "cassone" erano così trasportate al riparo nelle foreste o nelle grotte della regione.
Il legno utilizzato era la quercia, ma anche gli alberi da frutto (melo, pero, ciliegio, marasco..) più facili da scolpire. Le sculture si compongono, sul frontone: di godron (motivo decorativo a forma di ovali allungati), di tordi, di grappoli d'uva. I montaggi sono molto lavorati e le impugnature sono in acciaio forgiato. L'assemblaggio è sempre realizzato con cavicchi e non prevedeva alcun chiodo. I mobili più ricchi erano decorati con colonne tortili piene o cave. Il fondo era sempre in legno d'abete.
Una raccolta eccezionale si troverebbe in una delle sale del palazzo degli zar di San Pietroburgo. Mobili portati in Russia da una delle discendenti dei duchi di Württemberg, la principessa Sophie-Dorothée di Württemberg che sposò nel 1776 il granduca Paolo, diventò zarina con il nome di Maria Feoderovna.